# Цркве Молдавије
Цркве Молдавије налазе се у Румунији, у округу Сучава. То је група од 8 православних румунских цркви у округу Сучава изграђених од краја 15. до краја 16. века. Спољни зидови ових цркви осликани су фрескама.
На 17. седници Комитета за Светску баштину одржаној 1993. године, 7 цркви Молдавије укључене су на УНЕСКО-ву листу светске баштине. Последња је на листу додата црква Васкрснућа у Сучевици, 2010. године.

## Настанак
Осам цркава Молдавије изграђене су у периоду између 1487 - 1583, током владавине молдавског кнеза Стефана Великог и његовог сина, Петру Рареша. Налазе се у близини града Сучава који је 200 година (од 1388. до 1565.) био престоница Молдавске кенежевине. Цркве, односно манастири у оквиру којих се цркве налазе, грађени су као породичне гробнице за молдавске кнежеве и високо племство. Осликавање фасада фрескама било је карактеристично за сиромашне средине. За скупоцене фасаде није било новца, а свежи малтер учвршћен фрескама ојачавао је омалтерисане фасаде. Поред тога, на овај начин остваривана је комуникација са (у то време) углавном неписменим становништвом.

## Цркве
На листи светске баштине УНЕСКА налазе се: црква Усековања Јована Крститеља (Арборе), црква Успења Велике Богородице (Манастиреа Хуморулуј), црква Благовести (Ватра Молдовицеј), црква Светог крста (Патрауци), црква Светог Николе (Пробота), Нови манастир Светог Јована (Сучава), црква Светог Ђорђа (Воронец) и црква Васкрсења (Сучевица).

### Црква Усековања Јована Крститеља (Арборе)
Налази се у месту Арборе. Кнез Сучаве, Лука Арборе саградио је 1503. године резиденцију за себе. Лука Арборе је и сахрањен у њој. Његова нећака, дала је да се црква украси 1541. године и од тада се користи као сеоска црква. Породица Арборе појављује се на два места на цртежима, унутар и ван цркве. Црква је посвећена Усековању Јована Крститеља.

### Црква Успења Велике Богородице (Манастиреа Хуморулуј)
Ова црква изграђена је као део манастира Хуморулуј 1530. године, у месту Манастиреа Хуморулуј. Цркву је подигао државни званичник тадашње Молдавске кнежевине Теодор Булберг, по жељи и уз помоћ кнеза Петру Рареша. Једна је од првих осликаних цркава. Посвећена је Успењу Велике Богородице.

### Црква Благовести (Ватра Молдовице)
На месту где се налази Црква Благовести у Ватра Молдовицеј, постојала је црква још у 14. веку. Молдавски кнез Стефан Велики, обновио је ову цркву током своје владавине, али њен данашњи облик датира из периода Петру Рареша, који је 1532. године изградио нову цркву. Осликана је 1537. године. Ова црква налази се у склопу манастира Молдовицеј. Декорација цркве личи на Цркву Успења Велике Богородице, па се претпоставља да је исти сликар осликао обе цркве.

### Црква Светог крста (Патрауци)
Црква Светог крста у Патрауцију је најстарија од осам цркви Молдавије. Саграђена је 1487. године, а изградњу је наложио кнез Молдавије, Стефан Велики. Козаци и Татари опљачкали су ову цркву, па је почетком 18. века обновљена од стране кнеза Николаса Маврокордата. Унутрашњост цркве осликана је сценама на којима су приказане Христове муке. На западној фасади цркве приказане су сцене Страшног суда, а на цркви је осликана и поворка цара Константина.

### Црква Светог Николе (Пробота)
Црква Светог Николе налази се у манастиру Пробота. Датира из 1531. године, а подигао је Петру Рареш, као породични маузолеј. Фреске потичу из времена градње цркве, осим фресака у олтару које су обновљене у 19. веку. Спољашње фреске су у веома лошем стању, али се на њима може видети умешност уметника у стварању композиције и употреби боја. Ова црква налази се у месту Пробота

### Црква Светог Ђорђа (Сучава)
Ова црква налази се у склопу манастира Светог Јована, у месту Сучава. Била је Митрополијска црква Молдавије до краја 17. века. Градњу је започео кнез Богдан Једнооки, син Стефана Великог, а довршио Богданов син, Стефан млађи. Фреске у унутрашњости су мало тамније у односу на фреске у осталим црквама, али су изузетне по својој композицији, хармоничним бојама и елегантним силуетама. На њима су приказане традиционалне теме. У цркви се налазе и добро очувани ћирилични натписи.

### Црква Светог Ђорђа (Гура Хуморулуј)
Цркву Светог Ђорђа манастира Воронец саградио је молдавски кнез Стефан Велики. Манастир се назива и Сикстинска капела истока. Датира из 1487. године. Црква Свети Ђорђе осликана је у периоду од 1488—1496. Фреске на овој цркви су веома живописне захваљујући јаким бојама које су коришћене у осликавању. На цркви стоји и натпис да је саграђена у року од 4 месеца. Налази се у месту које данас носи назив Гура Хоморулуј

### Црква Васкрсења (Сучевица)
Изграђена је 1583. године. Осликана је почетком 17. века и једна је од најмлађих цркава са осликаном фасадом. Ова црква је и последња додата на листу Светске баштине УНЕСКО-а. Посвећена је Васкрсењу Господњем и налази се у местуСучевица.

## Галерија
- Арборе, црква Усековања Јована Крститеља
- Хуморулуј, црква Успења Велике Богородице
- Молдовица, црква Благовести
- Патрауци, црква Светог крста
- Пробота, црква Светог Николе
- Сучава, црква Светог Ђорђа
- Гура Хуморулуј, црква Светог Ђорђа
- Сучевица, црква Васкрсења